# Lockheed L-18 Lodestar
O Lockheed L-18 Lodestar foi um avião de transporte que foi desenvolvido e construído pela empresa Lockheed Corporation dos EUA, na época da Segunda Guerra Mundial.

## Projecto e Desenvolvimento
O protótipo do Lockheed L-18, cujo primeiro voo decorreu em 1939, foi construído a partir de um lote de aeronaves Lockeed L-14 Super Electra que tinham sido devolvidas ao fabricante pela Northwest Airlines depois de uma série de acidentes ocorridos com o modelo. A fuselagem foi alongada 1,5 metro, permitindo a colocação de duas ou mais filas de assentos com o objectivo de tornar a operação da aeronave mais económica. contudo, a maioria das Linhas Aéreas dos EUA preferiram adquirir o Douglas DC-3, tornando difícil a venda do Lodestar dentro do país. Foram construídos 625 Lodestars de todas as variantes.

## História operacional
As vendas do Lodestar para o estrangeiro também não correram muito bem. Os maiores compradores foram o Governo das Índias Orientais Holandesas, a South African Airways, a Trans-Canada Airlines e a BOAC. Em Portugal o Lodestar esteve ao serviço da Aero Portuguesa, bem como ao serviço da DETA em Moçambique.
Com o início da Segunda Guerra Mundial algumas aeronaves foram colocadas ao serviço militar dos EUA e de outros países sob várias designações. Depois da guerra, a maioria desses aviões passou para o serviço civil como transporte executivo.
No Brasil, o Lockheed L-18 Lodestar C-66 FAB VC 66 foi usado como avião presidencial. As versões comerciais também foram usadas por várias linhas aéreas brasileiras, principalmente a Panair do Brasil. Também, em 1950, um Lodestar levando o ex-ministro Joaquim Pedro Salgado Filho para um encontro com Getúlio Vargas, na fazenda do ex-presidente em São Borja, se chocou com uma colina (Cerro dos Cortellini) em São Francisco de Assis, provocando a morte de todos os passageiros.

## Variantes

### Lodestars do Exército dos EUA
C-56: Propulsado por motores Wright R-1820 de 760 CV.
C-56A / C-56B / C-56C / C-56D / C-56E :Propulsado por motores Pratt & Whitney R-1690.
C-57A: Propulsado por motores Pratt & Whitney R-1830.
C-57B: Propulsado por motores Pratt & Whitney R-1830.
C-57C: C-60A remotorizado com motores Pratt & Whitney R-1830-51.
C-57D: C-57A remotorizado com motores Pratt & Whitney R-1830-92.
C-59: Propulsado por motores Pratt & Whitney R-1690 Hornet. Transferidos para RAF como Lodestar IA.
C-60: Propulsado por motores Wright R-1820-87. Transferidos para a RAF como Lodestar II.
C-60A: Transporte de tropas páraquedistas propulsado por motores Pratt & Whitney R-1830 Twin Wasp.
XC-60B: C-60A com equipamento de descongelação experimental.
C-60C: Versão de transporte de tropas de 21 lugares, nunca construída.
C-66: Propulsado por motores Wright R-1820-87.

### Lodestars da Marinha dos EUA
XR5O-1: Propulsado por motores Wright R-1820-40 de 1200 CV.
R5O-1: Propulsado por motores Wright R-1820-97 de 1200 CV.
R5O-2: Propulsado por motores Pratt & Whitney R-1690-25 de 850 CV.
R5O-3: Propulsado por motores Pratt & Whitney R-1830-34A de 1200 CV.
R5O-4: Propulsado por motores Wright R-1820-40 de 1200 CV.
R5O-5: Propulsado por motores Wright R-1820-40 de 1200 CV. Semelhante ao R5O-4 mas com 14 lugares.
R5O-6: Antigos C-60A-5-LOs do Exército transferidos para o US Marine Corps, com capacidade para 18 páraquedistas.

## Operadores

### Operatores militares
África do Sul
 Austrália
 Brasil
 Canadá
 Países Baixos
 Noruega
 Nova Zelândia
 Reino Unido
 Estados Unidos

### Operadores civis
África do Sul
- South African Airways

 Canadá
- Trans-Canada Air Lines

 Brasil
- Panair do Brasil

 Nova Zelândia
- Union Airways of New Zealand (1945-1947)
- National Airways Corporation (pós 1947)

 Portugal
- Aero Portuguesa
- DETA

 Reino Unido
- BOAC

## Especificações (C-90A5)

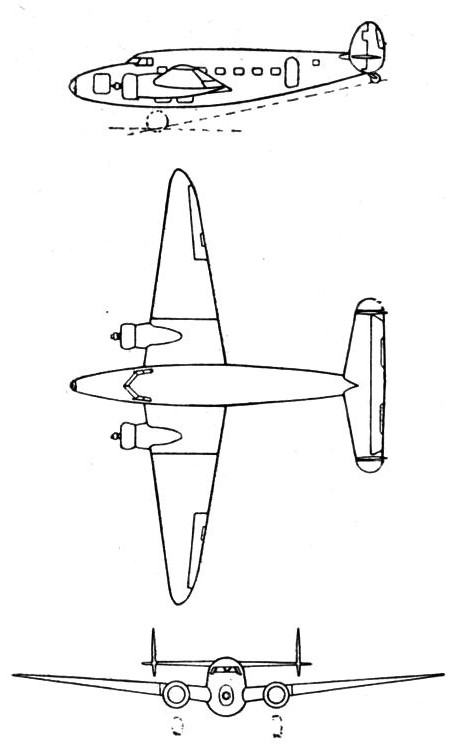
Lockheed Lodestar

Dados de Lockheed Aircraft since 1913.
Características gerais:
- Tripulação: 3
- Capacidade: 18 passageiros
- Comprimento: 15,19 m
- Envergadura: 19,96 m
- Altura: 3,6 m
- Área de asa: 51,2 m²
- Peso vazio: 5,670 kg
- Peso carregado: 7,938 kg
- Máx. peso de decolagem: 9.825 kg
- Motorização: 2 × motores radiais Wright R-1820s-87 refrigerado a ar, de nove cilindros, 1.200 cv (895 kW) cada

Atuação:
- Velocidade máxima: 428 km/h
- Velocidade de cruzeiro: 322 km/h
- Alcance operacional: 4.025 km
- Teto de serviço: 7,740 m
- Taxa de subida: 8,13 m/s